# Komora bezodbiciowa

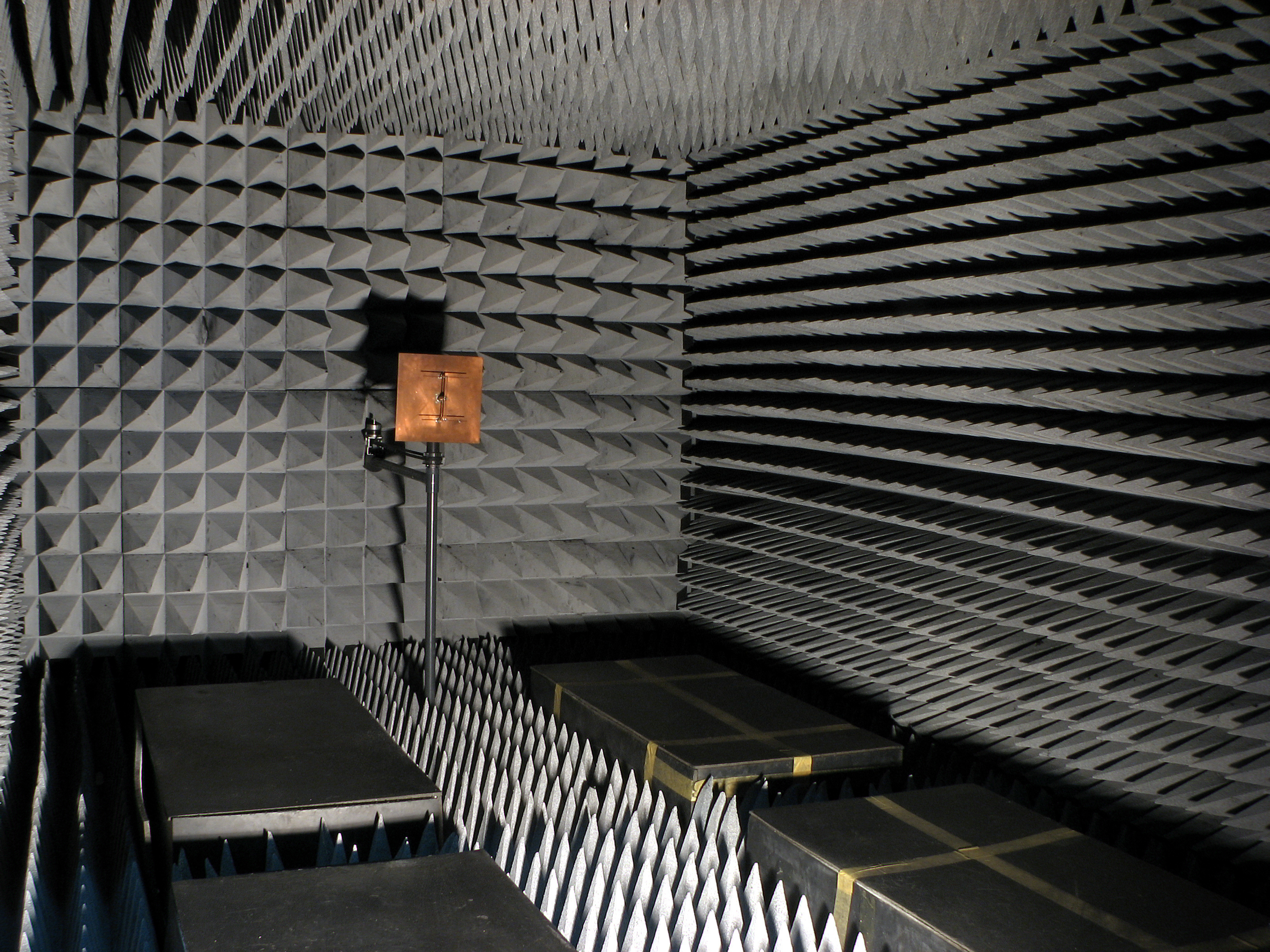
Wnętrze komory bezodbiciowej dla częstotliwości radiowych

Komora bezodbiciowa (termin niezalecany komora bezechowa) – pomieszczenie ekranowane elektromagnetycznie, którego ściany, sufit i podłoga pokryte są materiałem pochłaniającym energię elektromagnetyczną, wykorzystywane do pomiarów pola elektromagnetycznego i badań odporności na pole elektromagnetyczne (kompatybilność elektromagnetyczna). Zadaniem takiej komory jest symulacja wolnej przestrzeni z tą różnicą, że temperatura szumowa ścian komory jest określona oraz że komora izoluje całkowicie od zewnętrznych pól elektromagnetycznych.